# Trevor Morris
Trevor Morris (London, 25 maggio 1970) è un compositore canadese, noto per aver composto le colonne sonore di film e serie televisive come I Tudors, I pilastri della Terra, I Borgia, Vikings, Attacco al potere - Olympus Has Fallen, Attacco al potere 2 e il videogioco Dragon Age: Inquisition.

## Biografia
Nato a London (Canada), da bambino frequenta la St. Mary School for Arts, dove studia violino e canto.  All'età di 13 anni, viene incaricato dalla sua scuola di comporre un pezzo, in onore della visita di Papa Giovanni Paolo II in Canada.  Laureatosi al Fanshawe College, si trasferisce a Toronto e in seguito si dedica alla composizione di musica per spot televisivi, film e serie televisive. Nel 1999 si trasferisce a Los Angeles, dove lavora con famosi compositori come James Newton Howard e Hans Zimmer.
Nel 2007 riceve il premio Emmy per la colonna sonora della serie televisiva I Tudors e compone quelle de I pilastri della Terra, di videogiochi come SimCity Societies, Army of Two, Need for Speed: Carbon, Dragon Age: Inquisition e di film come Le colline hanno gli occhi 2, Presa mortale 2 e Attacco al potere - Olympus Has Fallen.

## Filmografia

### Cinema
- Teen Knight, regia di Phil Comeau (1999)
- Hunger, regia di Maria Giese (2001)
- Judge Is God, regia di James Allen (2002)
- Terminal Venus, regia di Alexandre Franchi (2003)
- Rancid, regia di Jack Ersgard (2004)
- The Lost Angel, regia di Dimitri Logothetis (2005)
- 3 Needles, regia di Thom Fitzgerald (2005) - composta con Christophe Beck
- Le colline hanno gli occhi 2, regia di Martin Weisz (2007)
- Stolen - Rapiti, regia di Anders Anderson (2009)
- Presa mortale 2, regia di Roel Reiné (2009)
- Krews, regia di Hilbert Hakim (2010)
- Beautiful Boy, regia di Shawn Ku (2010)
- Tornado Alley, regia di Sean C. Casey (2011)
- Immortals, regia di Tarsem Singh (2011)
- Il Re Scorpione 3 - La battaglia finale, regia di Roel Reiné (2012)
- Fire with Fire, regia di David Barrett (2012)
- Death Race 3 - Inferno, regia di Roel Reiné (2013)
- Attacco al potere - Olympus Has Fallen, regia di Antoine Fuqua (2013)
- Attacco al potere 2[3], regia di Babak Najafi (2016)
- Senza tregua 2, regia di Roel Reiné - composta con Jack Wall (2016)
- Redbad, regia di Roel Reiné (2018)
- Asura, regia di Peng Zhang (2018)
- Hunter Killer - Caccia negli abissi, regia di Donovan Marsh (2018)

### Televisione
- Splat! – serie TV (1997)
- Code Name: Eternity – serie TV, 26 episodi (2000)
- E-Ring – serie TV, 22 episodi (2005-2006)
- Justice - Nel nome della legge (Justice) – serie TV, 13 episodi (2006-2007)
- Traveler – serie TV, episodio 1x02 (2007) - con Blake Neely
- Moonlight – serie TV, 16 episodi (2007-2008) - con John Frizzell
- I Tudors (The Tudors) – serie TV, 33 episodi (2007-2010)
- Kings – serie TV, 13 episodi (2009)
- Mental – serie TV, 13 episodi (2009)
- Day One – serie TV (2010)
- The Bridge – serie TV, 13 episodi (2010)
- Miami Medical – serie TV, 13 episodi (2010)
- I pilastri della Terra (The Pillars of the Earth), regia di Sergio Mimica-Gezzan – miniserie TV (2010)
- Chase – serie TV, 18 episodi (2010-2011)
- I Borgia (The Borgias) – serie TV, 29 episodi (2011-2013)
- Gotham, regia di Francis Lawrence - film TV (2012)
- Il socio (The Firm) – serie TV, 22 episodi (2012)
- Alphas – serie TV, 13 episodi (2012)
- Vikings – serie TV, 89 episodi (2013-2020)
- 666 Park Avenue – serie TV, 13 episodi (2013)
- Body of Proof – serie TV, 13 episodi (2013)
- Dracula – serie TV, 10 episodi (2013-2014)
- Reign – serie TV, 78 episodi (2013-2017)
- Killing Jesus, regia di Christopher Menaul – film TV (2015)
- Crossing Lines – serie TV, 12 episodi (2015)
- Of Kings and Prophets – serie TV, 9 episodi (2016)
- Iron Fist – serie TV, 13 episodi (2017)
- Castlevania – serie animata, 32 episodi (2017-2021)
- Emerald City – serie TV, 10 episodi (2017)
- Shadowhunters – serie TV, 55 episodi (2017-2019) - con Jack Wall
- Condor – serie TV, 20 episodi (2018-2020)
- Another Life – serie TV, 20 episodi (2019-2021)
- Big Sky – serie TV, 47 episodi (2020-2023)
- Monarch - La musica è un affare di famiglia (Monarch) – serie TV, 11 episodi (2022)
- Vikings: Valhalla – serie TV, 24 episodi (2022-2024)

### Videogiochi
- Need for Speed: Carbon (2006)
- Command & Conquer 3: Tiberium Wars (2007) - composta con Steve Jablonsky
- Command & Conquer 3: Kane's Wrath (2008) - con Steve Jablonsky
- Army of Two (2008)
- Marvel: La Grande Alleanza 2 (2009)
- Dragon Age: Inquisition (2014)
- Banishers: Ghosts of New Eden (2024)

## Riconoscimenti
- Premi Emmy 2007 - Outstanding original main title theme music per I Tudors[1]
- Nomination Premio Emmy per I Borgia e I pilastri della Terra[1]